# Страшная месть (фильм, 1912)
«Страшная месть» — утраченный немой художественный фильм в жанре драмы, поставленный Владиславом Старевичем по одноимённой повести Н. В. Гоголя.

## Сюжет
Женился пан Данило на красавице Катерине. А вот дружбы с тестем не получилось: он оказался настоящим колдуном, жестоким, хитрым и беспощадным.

## В ролях
- Иван Мозжухин — Данило
- Павел Кнорр — Отец Катерины, колдун
- Ольга Оболенская — Катерина
- Виктор Туржанский — есаул Горобец

## Оценки
После того как Старевич снял «Страшную месть», в «Вестнике кинематографии» № 25 от 1913 года появилась карикатура Старевича на самого себя, позади него стоял Гоголь, держащий его за ухо. Автор назвал карикатуру страшной местью Гоголя за «Страшную месть».
В 1914 году картина была удостоена золотой медали на международной выставке в Милане.